# Sylvère Monod
Pour les articles homonymes, voir Monod.
Sylvère Monod, né le 9 octobre 1921 à Cannes et mort à Paris le 8 août 2006, est un traducteur, essayiste et universitaire français, grand spécialiste de littérature anglaise.

## Biographie

### Généalogie
Sylvère Monod est le fils de Samuel William Monod, dit Maximilien Vox, grande figure de la typographie au XXe siècle, le frère de l'universitaire Richard Monod, de l'auteur Flavien Monod, du graphiste Blaise Monod, de Martin Monod, et le neveu du savant, naturaliste et explorateur Théodore Monod.

### Parcours universitaire
Après une scolarité aux lycées Montaigne et Louis-le-Grand à Paris, Sylvère Monod étudie de 1939 à 1943 à l’Université de Paris. Reçu premier à l'agrégation d'anglais, il obtient son doctorat en 1952 avec une thèse consacrée à Charles Dickens. Après avoir enseigné dans le secondaire au lycée de Rouen et au lycée Michelet à Vanves, il est nommé maître de conférences à l'Université de Caen puis devient professeur à l'Université Paris-III, où il enseigne de 1964 à 1982.

### Traductions
Ses traductions des œuvres de Charlotte Brontë, Joseph Conrad, Charles Dickens, Walter Scott et William Shakespeare font autorité[réf. nécessaire] et sont généralement assorties d'une préface fournie et d'un appareil de notes très étoffé. 

Il est ainsi l'auteur de nombreuses préfaces et postfaces.

### Distinctions
Sylvère Monod fut président de la commission « littératures étrangères » du Centre national du livre, ainsi que de l'ATLAS (Association des traducteurs littéraires de France) de 1989 à 1992. 

Il a été lauréat du Grand Prix national de la traduction.

## Publications

### Essais
- Dickens romancier, Hachette, 1953
- Dickens the Novelist, University of Oklahoma Press, 1968
- Histoire de la littérature anglaise de Victoria à Elizabeth II, Armand-Colin, 1970
- Martin Chuzzlewit : A Critical Study, George Allen & Unwin, 1985

### Roman
- Madame Homais, Pierre Belfond, 1988

### Traductions (à compléter)
- Emily Brontë, Hurlemont, Garnier, 1979
- Charlotte Brontë, Jane Eyre, Garnier, 1966
- Joseph Conrad, Victoire, en collaboration avec Paul Le Moal, Gallimard, 2004 — L'Agent secret, Gallimard, Folio, 1995 — Voyager avec Joseph Conrad, Le port après les flots, Quinzaine Littéraire 2002 — Œuvres complètes, nombreuses participations aux cinq volumes de la Pléiade, Gallimard, 1982, 1989, 1990, 1992
- Charles Dickens, Oliver Twist, Garnier (Classiques) 1990 — Les Papiers posthumes du Pickwick-club, Les Aventures d'Olivier Twist, en collaboration avec Francis Ledoux, Pléiade, 1958 — Le Magasin d'antiquités, Barnabé Rouge, en collaboration avec Marcelle Sibon, Pléiade, 1962 — La Maison d'Âpre-Vent, Pléiade, 1979 — Esquisses de Boz, suivi de Martin Chuzzlewit, Pléiade, 1990 - David Copperfield, Garnier (Classiques), 1978
- George Eliot, Middlemarch, Gallimard/Folio classique, 2005
- John Galsworthy, Histoire des Forsyte, tome 2, Robert Laffont, 1993
- Benedict Kiely, Proxopera, Marval, 1993
- Walter Scott, Œuvres romanesques, 2 volumes, Pléiade, 2003
- Bob Shacochis, Au bonheur des îles, Gallimard, 2000
- William Shakespeare, Participation à Tragicomédies et Poésies, Robert Laffont, 2002 — Henry V, Flammarion, 2000
- William Makepeace Thackeray, La Foire aux vanités, roman sans héros, Gallimard, 1994
- Barry Werth, Les Tribulations d'une start-up biotech, Science infuse, 2000